# Можайский район (Москва)

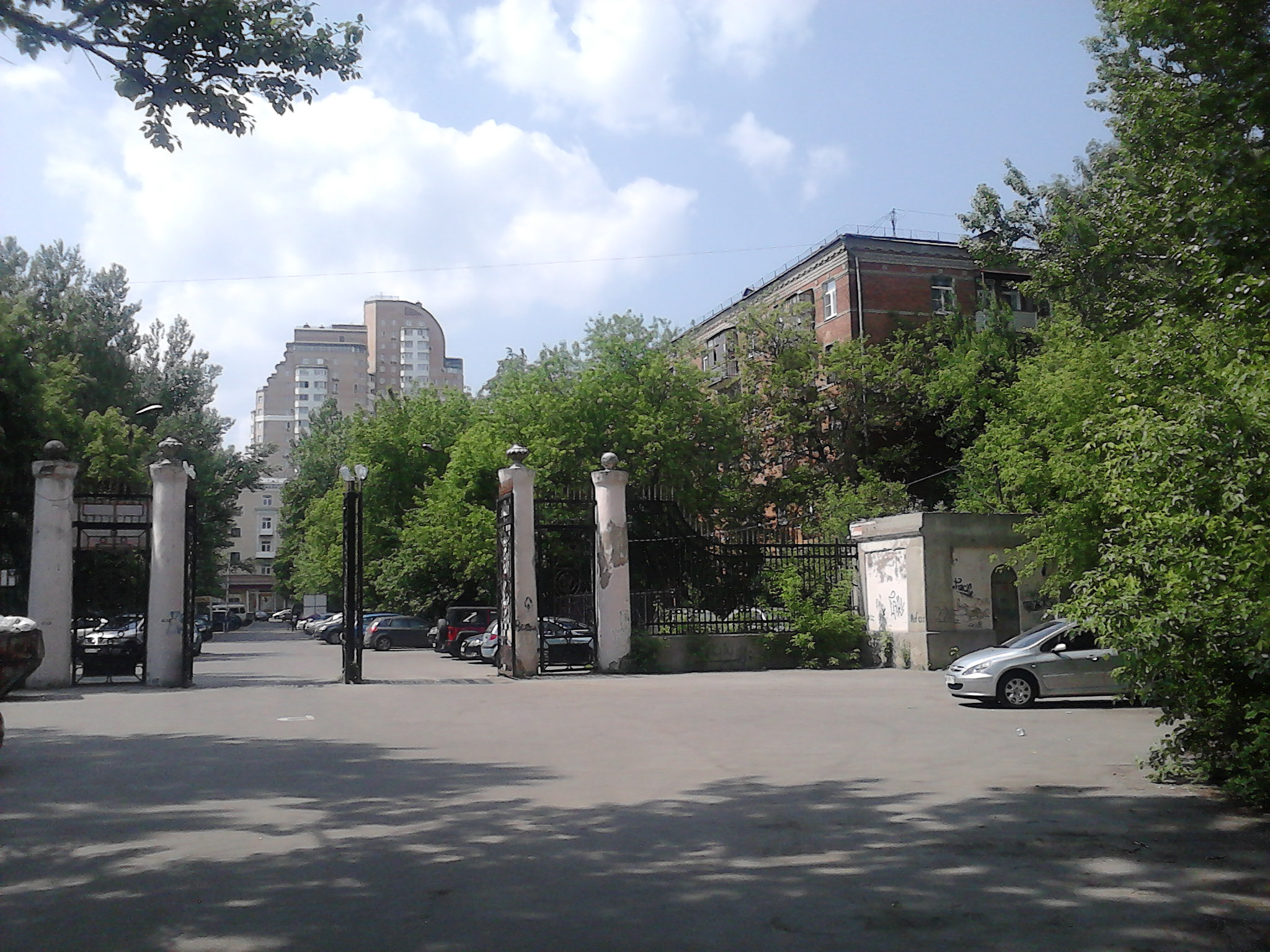
Главный вход на стадион в Можайском районе неподалёку от бывшего клуба "Сетунь"

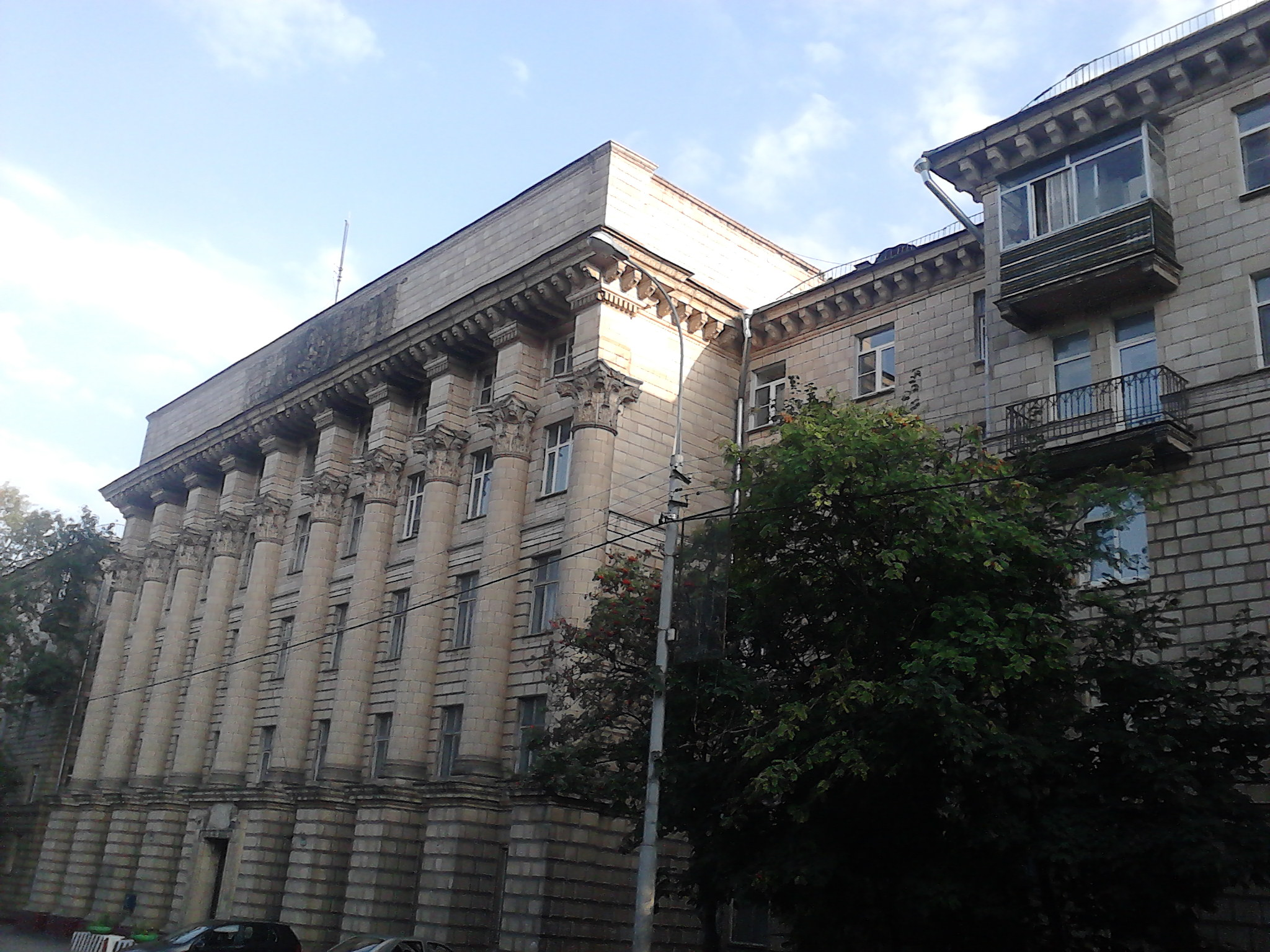
Здание на улице им. маршала Неделина, в советские времена там размещался райком КПСС, сейчас находится МФЦ

Можа́йский райо́н — район в Москве, расположенный в Западном административном округе. Образован в результате административной реформы в 1991 году как муниципальный округ, статус района — с 1995 года. Району соответствует внутригородское муниципальное образование муниципальный округ Можайский, образованное в 2003 году. Свои названия они получили по основной магистрали — Можайскому шоссе. С 1 июля 2012 года в состав района также входит территория инновационного центра «Сколково».

## История
История данной местности связана с располагавшимися вблизи Можайской дороги сёлами Спасское-Манухино и Сетунь. В 1871 году недалеко была проложена Александровская (ныне Белорусская) железная дорога, на которой возникла станция Кунцево. В конце XIX века вдоль реки Сетунь стали строиться текстильные и другие фабрики: в 1887 году — фабрика брезента и ремней, в 1899 году — шерстоткацкая фабрика. Здесь же было основано Русско-Бельгийским обществом небольшое предприятие по производству охотничьих принадлежностей (пистон к патронам), игольная фабрика (1908 год) и хромовый завод (1915 год).
22 октября 1925 года решением Московского уездного исполкома было принято решение об образовании города Кунцево, куда вошли территории села Сетунь с одноимёнными деревнями (Большая и Малая Сетунь) и дачные местности вдоль реки Сетунь. В 1928 году в черту города были включены также промышленные предприятия: пистонный завод, Кунцевская фабрика камвольного треста, фабрика имени Ногина, игольная фабрика, кожевенный завод.
Центр тогдашнего города Кунцево располагался в нынешнем Можайском районе Москвы, в районе проезда Загорского, где размещаются все административные службы города и Кунцевского района Московской области. 17 августа 1960 года город Кунцево и окрестности были включены в состав Москвы, в Киевский район. В 1969 году был образован Кунцевский район Москвы.
В 1991 году была проведена административная реформа, в ходе которой был образован муниципальный округ «Можайский» (Южное Кунцево). В 1995 году муниципальный округ практически в тех же границах был преобразован в Можайский район Москвы. В 2003 году было создано внутригородское муниципальное образование «Можайское».
С 1 июля 2012 года в ходе реализации проекта расширения Москвы в состав Можайского района была включена территория инновационного центра «Сколково» (отдельная площадка), которая ранее входила в состав городского поселение Новоивановское Одинцовского муниципального района Московской области. Этот участок является протуберанцем Москвы вне МКАД. Одновременно с этим в связи с вступлением в силу новой редакции закона «Об организации местного самоуправления в Москве» муниципальное образование «Можайское» получило статус муниципального округа и название «Можайский». 

## Границы
Границы района определяются действующей редакцией закона «О территориальном делении города Москвы» и проходят:
по оси Троекуровского проезда, по юго-западной границе Кунцевского кладбища, оси русла реки Сетунь, внешней границе инновационного центра «Сколково», расположенного между Минским и Сколковским шоссе, осям полос отвода Усовской железнодорожной ветки и Смоленского направления МЖД, по Аминьевскому шоссе, Верейской улице, улице Генерала Дорохова, далее на запад по южным границам территорий МРТЗ, НИЭМИ и по оси Рябиновой улицы до Троекуровского проезда.

## Характеристика района
Площадь территории района составляла (на 2010 год) 1072,6 га. Плотность населения — 12369,8 чел./км². Площадь жилого фонда — 2655,9 тыс. м².

## Население
| 2002     | 2010     | 2012     | 2013     | 2014     | 2015     | 2016     |
| -------- | -------- | -------- | -------- | -------- | -------- | -------- |
| 109 248  | ↗132 373 | ↗133 217 | ↗134 765 | ↗135 527 | ↗135 712 | ↗136 836 |
| 2017     | 2018     | 2019     | 2020     | 2021     | 2023     | 2024     |
| ↗137 077 | ↗137 746 | ↗138 610 | ↗139 081 | ↗145 699 | ↗147 606 | ↘145 961 |

### Национальный состав
По итогам переписи населения 2020 года проживали следующие национальности (национальности менее 0,1 % и другое, см. в сноске к строке «Другие»):
| Национальность | Численность, чел. | Доля     |
| -------------- | ----------------- | -------- |
| Русские        | 104 112           | 71,46 %  |
| Украинцы       | 826               | 0,57 %   |
| Татары         | 749               | 0,51 %   |
| Армяне         | 652               | 0,45 %   |
| Азербайджанцы  | 505               | 0,35 %   |
| Грузины        | 455               | 0,31 %   |
| Узбеки         | 419               | 0,29 %   |
| Таджики        | 261               | 0,18 %   |
| Чеченцы        | 253               | 0,17 %   |
| Евреи          | 231               | 0,16 %   |
| Молдаване      | 225               | 0,15 %   |
| Белорусы       | 194               | 0,13 %   |
| Казахи         | 157               | 0,11 %   |
| Другие         | 36 660            | 25,16 %  |
| Итого          | 145 699           | 100,00 % |

## Символика
Символами Можайского района являются флаг и герб.

## Местная власть
Распоряжением Мэра г. Москвы от 25.10.2013 № 885-РМ "О Богомольце Р.С."
на должность главы управы Можайского района назначен Богомолец Роман Сергеевич.
Совет депутатов внутригородского муниципального образования Можайское состоит из 11 депутатов. Последние выборы прошли в марте 2008 года. Руководитель муниципального образования, председатель совета депутатов — Савчуков Николай Васильевич.
Исполнительным органом муниципального образования является муниципалитет (с 1 июля 2012 года — администрация). Руководитель муниципалитета (администрации) — Степанов Андрей Николаевич.
Управа района и муниципалитет (администрация муниципального округа) расположены по адресу улица Кубинка, дом 3, строение 5.

## Инфраструктура

### Образование
На территории Можайского района расположены 13 общеобразовательных школ и Западный комплекс непрерывного образования (объединены Политехнический колледж № 42, Техникум космического машиностроения № 25 — ТКМ № 25 (бывший Кунцевский радиомеханический техникум — КРМТ), ГБОУ СОШ № 800 и ГБОУ СОШ № 888)

### Медицина
На территории района расположены 2 детских (№ 51, № 64) и 3 взрослых поликлиники (№ 143, № 168, при больнице имени Жадкевича), а также клиническая больница имени Жадкевича (бывшая № 71) (Можайское шоссе, д. 14).

### Спорт
Крупнейшими спортивными объектами района является универсальный дворец спорта «Крылья Советов» — домашняя арена хоккейного клуба «Крылья Советов», и спортивный комплекс «Кунцево» с ФОКом, бассейном и стадионом. Также в районе были ещё два стадиона: «Сетунь» и «Текстильщик», и один бассейн «Сетунь», впоследствии переоборудованный под Фитнес-центр Практика. На месте стадиона "Сетунь", некоторое время находившегося в заброшенном состоянии, в августе 2014 года был открыт новый стадион для игры 8х8 «Сетунь Парк» (http://lfl.ru/moscow8x8/news8820). В районе представлены десять фитнес-клубов: Kangoo jumps, Milon, N-Ergo, Pro Jumping, Topstretching, World Class Рябиновая, World Class Сколково, Фит-студио, Фитнес-практика, Фитнес-СССР-Можайский.

## Промышленность
На территории района достаточно много промышленных предприятий, они сконцентрированы в двух частях района: территорию между улицей Горбунова и Усовской железнодорожной веткой занимают Всероссийский институт лёгких сплавов и завод «Электрощит», территорию вдоль реки Сетунь — часть промзоны № 37с «Северное Очаково» с ОАО «Мосточлегмаш» (бывший завод «КИМ»), Московским радиотехническим заводом (МРЗ), деревообрабатывающим заводом № 27.

## Достопримечательности

Храм Спаса Нерукотворного Образа на Сетуни

На территории района расположены четыре православных центра –  
Храм Серафима Саровского в Кунцеве; 
Спаса Нерукотворного Образа на Сетуни; 
Храм Святителя Иова; 
Церковь Игнатия Богоносца.
В южной части района расположено Кунцевское кладбище, на котором захоронены многие выдающиеся общественные и политические деятели.
Памятник поэту Эдуарду Багрицкому установлен в сквере на улице, названной в его честь. В парке между Барвихинской улицей и Можайским шоссе установлен памятный знак — железобетонный колпак пулемётно-огневой точки, который осенью-зимой 1941 года находился на главном рубеже обороны Москвы. Возле него ежегодно проходят митинги в день Победы.

## Парки и скверы
На территории Можайского района находится часть крупнейшего в черте города природного заказника «Долина реки Сетунь», Козловский лес, а также несколько небольших парков и скверов.
В 2013 и 2014 годах в районе было построено два «народных парка». В зоне отдыха у дома 4 на Можайском шоссе проложены пешеходные дорожки, установлены скамейки, беседка, разбиты игровые зоны для детей и спортивная площадка. Площадь территории – 1.50 га. «Народный парк» у дома 5 на Можайском шоссе занимает площадь 0.9 га. Территорию украшают полукруглые скамейки, кашпо с цветами.
Сквер «Дубки» занимает территорию рядом с домами 1 и 3 по улице Говорова. В зоне отдыха построены детские площадки, есть уличные тренажеры и турники. В 2019 году в рамках реализации программы «Мой район» в сквере была обновлена спортивная площадка. Комплекс работ включал установку нового освещения и малых архитектурных форм, замену покрытия, обустройство ограждения и зрительских трибун. В 2021 году в сквере появились новые скамейки, шезлонги и парковые качели.
В районе обустроено несколько прогулочных зон у прудов. В парке у Беловежского пруда построены игровые площадки для детей, небольшая сцена для мероприятий. Есть прогулочная набережная, на которой стоят массивные лавки-шезлонги. Водоем украшают плавучие фонтаны. Реконструкция территории прошла в 2014 году.
Пруд на улице Красных Зорь (Богдановский пруд) был благоустроен в 2017 году. В зоне отдыха есть прогулочная зона, в том числе променад на сваях. В ближайших дворах построены детские площадки.
В 2019 году новый парк был разбит на территории вокруг пруда по улице Кутузова (другое название парка – «Парк в пойме реки Ивницы»). Работы по благоустройству проходили по программе «Мой район». Площадь новой зоны отдыха составляет 4.47 га. В результате работ здесь были проложены пешеходные дорожки, которые замостили плиткой двух цветов. Для детей построены тематические площадки в виде крепости и корабля, есть зона воркаут и уличные тренажеры. В парке появилась площадка для выгула собак, на берегу стоят широкие шезлонги.
На территории инновационного центра «Сколково» в 2018 году построен Центральный парк. В зоне отдыха приведён в порядок пруд: его оформили фигурной набережной, а на водной глади проложен пешеходный мостик в форме петли. На территории есть беседки, детские и спортивная площадки, арт-объекты. Пространство дополнительно озеленено.

## Транспорт
В Можайском районе не было ни одной станции метрополитена, а также ни одного маршрута троллейбусов и трамваев, хотя были планы прокладки в Можайский район троллейбусных линий на срок до 2017 года, однако из-за кризиса в троллейбусной отрасли эти планы реализованы не были и не предвидятся в связи с ликвидацией системы Московский троллейбус. На границе района расположены железнодорожные платформы Сетунь, Рабочий Посёлок и станция Кунцево Белорусского направления железной дороги, вошедшие в состав линии МЦД-1.
Ближайшими станциями метро являются «Славянский бульвар» и «Кунцевская», связанные с районом маршрутами автобусов, в основном проходящими по Можайскому шоссе. В конце 2021 года на восточной границе района была открыта станция метро «Давыдково».
В сентябре 2018 года стало известно о том, что на отдалённую перспективу запланировано продление Филёвской линии метро до инновационного центра «Сколково» через Можайский район.

### Автобусные маршруты
Для района улицы Горбунова ближайшей является станцией метро «Молодёжная», с которой его связывают маршруты автобусов №№ 794 и 794к. Через эту же станцию метро проходят маршруты №№ 190, 300, 732 и 825.
Также район связан маршрутами автобусов со станциями метро «Славянский бульвар», «Парк Победы», «Кутузовская», «Киевская» (№№ 157, 157к, 205, 840), «Филёвский парк» (№ 231), а также «Университет» и «Новые Черёмушки» (№ 103).
Маршруты №№ 732 и 733 связывают Можайский район с районом Крылатское; №№ 554, 575 — с районами Солнцево и Ново-Переделкино. Автобусный маршрут № 781 (проходящий по части Можайского района) связывает Можайский район с районами Тёплый Стан и Ясенево. Загородные маршруты, обслуживаемые ГУП «Мосгортранс» (№ 205), ООО «Стартранс» (№№ 139 и 818), ГУП «Мострансавто» и ООО «Ранд-Транс» (№ 867), проходят в посёлок Заречье (№№ 205 и 818), деревни Немчиново и Сколково (№ 867), посёлки Новоивановское и Трёхгорка (№ 139).
Есть и внутрирайонные маршруты, например, № 180 (Беловежская улица — 66-й квартал Кунцева) и № 609 (Беловежская улица — Станция «Кунцево»). Также существует маршрут автобуса Н2, связывающий центр Москвы (станция метро «Китай-город») с Беловежской улицей в ночное время.

## Автомобильные дороги
Основные дороги района: Рублёвское, Можайское, Аминьевское шоссе и Московская кольцевая автомобильная дорога, среди крупных улиц района: Рябиновая улица, Сколковское шоссе и улица Кубинка.
Последняя улица, а также Витебская улица вошли в состав одной из крупнейших магистралей Москвы — Северо-Западной хорды.
В рамках строительства 4 (южного) участка Северо-Западной хорды планировалось строительство нового тоннеля под Можайским шоссе между Витебской улицей и улицей Кубинка, а также в связи со строительством автодорожной эстакады вдоль Можайского шоссе от МКАД до улицы Петра Алексеева ликвидирован подземный переход от улицы Кубинка к Витебской улице. Также улица стала расширена с четырёх до пяти полос (шести около перекрёстка с дублёром Можайского шоссе).